# Ceraeochrysa discolor
Ceraeochrysa discolor is een insect uit de familie van de gaasvliegen (Chrysopidae), die tot de orde netvleugeligen (Neuroptera) behoort. 
Ceraeochrysa discolor is voor het eerst wetenschappelijk beschreven door Navás in 1914.